# Taqîya
Pour l’article ayant un titre homophone, voir Takia.
Le mot taqîya, parfois orthographié taqiyya et takia, provient de l'arabe تقيّة (taqīyya) qui signifie « prudence » et « crainte ». Ce terme désigne, au sein de l'islam, une pratique de précaution consistant, sous la contrainte, à dissimuler ou à nier sa foi afin d'éviter la persécution. Cette pratique est connue dans le monde chiite et autorisée dans le sunnisme. Elle possède un fondement coranique, provenant notamment de la sourate 3:28, mais le mot en lui-même n'est pas mentionné dans le Coran.
La taqîya possède en outre, dans l'ésotérisme islamique, un aspect nettement initiatique selon lequel elle est reliée à la non-divulgation de notions réservées à des milieux initiatiques fermés, par exemple, pour ce qui concerne le monde chiite, des données ésotériques relatives à l'imamat.
Dans les années 1990, le mot « taqîya » a reçu une autre interprétation : des auteurs l'utilisent pour désigner une dissimulation de la foi dans un but de conquête. Selon cette interprétation, il s'agirait alors d'une pratique utilisée par des mouvements djihadistes extrémistes tels qu'Al-Qaida et l'État islamique. Certains auteurs voient cette rhétorique reprise dans un but islamophobe.

## Étymologie
L'étymologie du mot est discutée par les spécialistes. Ainsi le mot arabe « taqīyya » (تقيّة) serait lié aux mots tuḳan, tuḳātan, taḳwā ou ittiḳāʾ signifiant prudence, crainte ou kitmān « action de dissimuler, voiler », opposé à id̲h̲āʿa « divulgation, révélation », tandis que pour Marc Steffon, il dérive uniquement de l'arabe waqa qui signifie « se protéger », une opinion partagée par Daniel de Smet, qui note que taqiyya dérive de la VIIIe forme du verbe waqā (« craindre, s’abstenir de quelque chose par crainte ») et signifie étymologiquement « se garantir contre quelque chose ou quelqu’un par crainte ». Le mot « taqīyya » n'est pas mentionné dans le Coran.

## Description
La taqîya peut être définie comme « la "dissimulation des opinions religieuses" légalement autorisée pour les musulmans en cas de contrainte ou de grave danger ». La source de la taqiya étant le texte coranique, son principe est « général en Islam ». La notion de taqîya est globalement reconnue et acceptée tant dans le chiisme que dans le sunnisme. Dans le monde sunnite, elle est en particulier reconnue par la plupart des écoles ; l’Encyclopédie de l'Islam mentionne à ce propos le cas des kharidjites. Elle n'y est cependant pas considérée comme de premier ordre du point de vue juridique. Ainsi, selon al-Tabari (sura XVI, 108), lorsque l'intention d'un fidèle, symbolisée par son cœur, ne correspond pas à ce que dit sa langue, il n'a pas à être blâmé.
La notion de taqîya est développée et pratiquée dans le chiisme, dans le monde sunnite et dans l'ésotérisme musulman,. Le comte Arthur de Gobineau, en 1865, dans son ouvrage Les Religions et les philosophies dans l'Asie centrale, semble être un des premiers auteurs occidentaux à décrire le principe de la taqiyya.

## Fondements scripturaires
Le fondement juridique de la taqîya est coranique. « Cette indulgence [de la Taqiya] est donc générale en Islam ». D'un point de vue théologique, les discussions juridiques relatives à la taqîya portent sur la question de savoir quelle est la part qui incombe à la miséricorde divine et à l'obligation de préserver les intérêts de la communauté des croyants.
Ainsi dans le Coran, la taqîya est fondée entre autres sur les passages :
- « Celui qui renie Dieu après avoir eu foi en Lui — excepté celui qui a subi la contrainte et dont le cœur reste paisible en sa foi —, ceux dont la poitrine s’est ouverte à l’impiété, sur ceux-là tomberont le courroux de Dieu et un tourment terrible » (16, 106), et
- « Que les croyants ne prennent pas pour alliés des infidèles au lieu de croyants. Quiconque le fait contredit la religion d’Allah, à moins que vous ne cherchiez à vous protéger d’eux. Allah vous met en garde à l’égard de Lui-même. Et c’est à Allah le retour. Dis : Que vous cachiez ce qui est dans vos poitrines ou bien que vous le divulguiez, Allah le sait. Il connaît tout ce qui est dans les cieux et sur la terre. Allah est omnipotent » (3, 28-29).

De plus, le Coran interdit aux musulmans d’être l’instrument de leur propre mort,. Prenant ceci comme base, certains juristes ont décrété que mentir pour se protéger du danger de la mort est un devoir religieux. En se prévalant de ces versets et décrets, la taqîya est devenue un comportement historiquement adopté dans les minorités musulmanes réprimées. Selon al-Tabari (sura XVI, 108), lorsque l'intention d'un fidèle, symbolisée par son cœur, ne correspond pas à ce que dit sa langue, il n'a pas à être blâmé.

## Usage du terme

### Chiisme
Dans le chiisme, la doctrine de la taqîya s'est développée à l'époque de Ja'far al-Sadiq (d. 148 AH/765 AD), le sixième imam. Elle a servi à protéger les chiites contre les campagnes menées par Al-Mansur, le calife abbasside. La dissimulation religieuse, tout en créant une restriction mentale, est considérée comme légale dans le chiisme « dans des situations où il y a un danger accablant de perte de vie ou de propriété et où aucun danger pour la religion ne se produirait par là ». Les chiites sont une minorité parmi une majorité sunnite souvent hostile - jusqu'à la montée de la dynastie safavide. Cette condition rendait la doctrine taqiyya importante pour les chiites.
La taqîya relève « d'une signification spéciale dans le chiisme », en raison de sa relation spéciale avec la notion de martyre telle qu'elle est développée dans cette branche de l'islam. La doctrine chiite s'appuie sur l'exemple d'Ali et de sa dissimulation sous les premiers califes. Pour autant, elle « exaltait aussi le courage des imâms martyrs de la foi comme al-Husayn ». Dans l'islam chiite, le nombre de traités consacrés à cette notion est élevé.
« En tradition chiite imamite, la taqiya (dissimulation de sa confession chiite), […], est rendue obligatoire à la fin du Xe siècle, pour toute la durée du temps de l'Occultation du douzième Imam, c'est-a-dire jusqu'aux prodromes du Jour du Jugement ». Dans les années 1980, l'ayatollah Khomeiny tenta d'abolir doctrinalement la taqîya.
Dans l'ésotérisme islamique, la notion de taqîya est définie par la nécessité de la non-divulgation de données de nature initiatique, qui, par leur nature, ne doivent pas être communiquées à tous indistinctement ; dans le chiisme, elle peut en particulier, mais pas seulement, signifier la non-divulgation de données ésotériques relatives à l'imamat. Il s'agit alors d'un principe général à l'ésotérisme, qui établit une hiérarchie entre les initiés à l'ésotérisme et ceux qui n'ont pas reçu l'initiation (on parle parfois dans ce contexte de « discipline de l'arcane »). La taqîya possède une dimension ésotérique désignée plus généralement par le terme kitmān (du verbe katama « cacher, celer »). Ce terme se retrouve dans la sourate 40 au verset 28. Selon Ga`far al-Sādiq,

« Soutenir notre cause n’est pas seulement la connaître et l’admettre, mais c’est la protéger et la tenir cachée de ceux qui n’en sont pas dignes. »

Certains orientalistes comme E. Kohlberg, suivant en cela Henry Corbin, mettent en avant l'aspect foncièrement initiatique d'une non-divulgation de données ésotériques,, tandis que pour d'autres comme Daniel de Smet, il n'y a pas de séparation nette entre diverses formes de non-divulgation, que ce soit dans l'ésotérisme ou dans le domaine simplement religieux du monde chiite.
On notera qu'en outre, l'ésotérisme islamique est aussi présent dans le sunnisme, et que donc la nature initiatique de ce type de non-divulgation concerne l'islam dans son ensemble, et non pas seulement le chiisme.

### Sunnisme
Dans le monde sunnite, le cas des Morisques en est un exemple particulier. Ce terme désigne les musulmans d'Espagne qui se sont convertis au catholicisme entre 1499 et 1526 et qui gardèrent leur foi en secret et, par la pratique de la taqîya (dissimulation), conservent intérieurement leur foi musulmane. L'islamologue Marie-Thérèse Urvoy a étudié une attestation ancienne de ce principe. Dans un article sur l’Espagne musulmane, elle cite Ibn Hazm, qualifié par elle de « très rigoriste », qui autoriserait, aux Xe – XIe siècles, à la fois la dissimulation/taqîya pour se cacher d'un tyran mais aussi « dans la guerre contre les polythéistes comme moyen stratégique pour détruire l'adversaire et en libérer des musulmans. » Ainsi, si Ibn Hazm défend dans son ouvrage Kitab al-Fasl ceux qui « sous certaines conditions, [optèrent] pour la révolte contre les dirigeants corrompus et injustes qui transgressaient explicitement la Loi Coranique par leur ralliement aux infidèles », il se défend dans une seconde version par des formules « Certains savants ont dit ». Selon le responsum de Ahmad ibn Abi Jum'ah, « Beaucoup de dispositions juridiques islamiques ordinaires sont suspendues : les Morisques peuvent boire du vin ou manger du porc s'il y sont forcés ; ils peuvent prier avec les chrétiens, blasphémer en proclamant des croyances chrétiennes ou insulter le Prophète Mahomet s'ils sont forcés de le faire ».
De même, Tabari défend qu'il est permis de vivre vis-à-vis des non-musulmans « avec une loyauté apparente en paroles » en conservant une « hostilité ».
Dans le sunnisme, des discussions eurent lieu sur le degré de contrainte occasionnant un reniement et une dissimulation de sa foi et celui obligeant à la hijra, l'expatriation. Si certains chercheurs voient dans ces dissimulations davantage un cas de circonstance, la majorité des chercheurs l’associe au concept de taqiyya depuis les études de Louis Cardaillac, même si les auteurs de l’époque n’utilisent pas toujours ou évitent ce terme,.

### Djihadisme
Depuis les années 1990, le mot « taqîya » a été utilisé, dans les milieux littéralistes ou islamistes, pour exprimer l'idée de dissimulation stratégique dans un contexte de conquête. Dans une remarque sur sa perception par Daesh, le médiologue François-Bernard Huyghe le définit comme « l'art de dissimuler sa véritable pensée pour arriver à la victoire ». Ce concept leur permet alors d'« autoriser des pratiques contre nature afin de réaliser sa mission ».
De même récemment, le concept de taqîya a été mis en relation avec les actions menées par des mouvements intégristes. Cet aspect plus stratégique dans « la lutte pour un ordre islamique » apparaît, selon Hans G. Kippenberg, comme moderne dans le chiisme et plus ancien dans le sunnisme,. Le juge antiterroriste Marc Trévidic écrit que la taqîya, vue comme dissimulation dans un contexte de conquête, est une réalité et aurait été relancée depuis les années 1990 sur l'impulsion d'Al-Qaïda dans le cadre de la préparation de grandes actions terroristes. Selon l'islamologue Geneviève Gobillot, cette approche est, entre autres, développée par le groupe État islamique « afin de mener sa guerre contre l'Occident ». Selon Marc Trévidic, les services de renseignements français et italien ont été confrontés à un tel cas en 1996 avec Fateh Kamel.
Pour l'anthropologue Dounia Bouzar,

« À son origine, la taqîya provient directement d’une recommandation du prophète de l’Islam selon laquelle la foi peut être cachée si elle conduit à la persécution. Les réseaux reprennent cette définition pour mettre en situation de dissimulation d’apparence les jeunes [en cours de radicalisation] puisqu’ils les ont déjà convaincus qu’ils étaient persécutés par un monde hostile. »

Cette dissimulation s'accompagne d'autres conseils de discrétion, comme le cloisonnement entre les branches ou les groupes préparant une action. L'évolution vers un terrorisme plus individuel a conservé le besoin de dissimulation. Ainsi, selon Marc Trévidic : 

« Nous tenons ces explications des résidents français qui sont revenus de ces camps. L'idée générale était de légitimer par le Coran le fait de permettre à des apprentis terroristes - ou terroristes aguerris - de se fondre dans la population. Quitte à enfreindre certaines règles de l'islam, comme avoir des relations avec des femmes hors mariage ou encore boire de l'alcool. En clair, avant de passer à l'action, il faut se camoufler au milieu des "mécréants". »

Certains, comme le procureur de la République de Paris, François Molins, associent à de la taqîya l'attitude des terroristes-djihadistes ne respectant ouvertement pas les règles islamiques à des fins de dissimulation, comme les frères Abdeslam ou Mohammed Merah. Hans G. Kippenberg cite particulièrement la possibilité de vivre à la manière occidentale, de se couper la barbe ou de boire de l'alcool. Le recrutement de djihadistes s'accompagne de « conseils en dissimulation ».
L'islamologue Marie-Thérèse Urvoy assimile à de la taqîya l'attitude de certains musulmans qui prônent l'abrogation de certaines règles islamiques (comme le Djihad) en contradiction avec le monde dans lequel ils vivent « mais qu’ils ont le devoir de rétablir dès que cela sera possible ». « Les musulmans n’en sont dispensés [de la taqîya] que lorsqu’ils sont en situation de supériorité, lorsque “Dieu leur donne la puissance” ». Dans une communication intitulée Procédés de compromis dans l'ordre social islamique, M.-T. Urvoy fait la distinction entre les deux notions de hila (ruse juridique) et de taqîya (dissimulation légale). Pour Margaux Chouraqui, l'État islamique utilise et promeut cette forme de taqîya. « Plus que l’attaque, c’est la mise en scène qui prévaut, car elle permet à l’EI de contrôler le calendrier médiatique de l’ennemi ». Pour les djihadistes, la dissimulation est rendue efficace par Allah et « le succès de sa dissimulation est la preuve d’être élu ».
Huyghe affirme que les islamistes s'appuient sur un « discours de légitimation théologique qui justifie cette dissimulation. » Pour défendre la taqîya, les djihadistes s'appuient sur des « preuves », dalils, scripturaire issu du Coran, de la vie de Mahomet ou d'écrits anciens comme ceux de Tabari. Certains discours font remonter l’origine supposée de cet aspect de la taqîya à Ibn Hanbal, fondateur du hanbalisme, école juridique la plus conservatrice, (VIIIe-IXe siècle) et Ibn Taymiyya (XIIIe-XIVe siècle).

#### Usages polémiques du terme taqîya
Jusqu'en 2001, le terme Taqîya, alors connu des services de renseignements, est peu présent dans les médias. Il y connaît, à la suite des attentats de New-York, un large développement à partir de milieux hostiles à l'islam. Dans son ouvrage Terroristes : Les 7 piliers de la déraison, Marc Trévidic différencie la taqîya utilisée par les courants djihadistes et une vision islamophobe et simpliste : « une image vulgaire et si facile du musulman retors ».
Pour V. Legrand, la notion de taqîya, considérée comme arme de dissimulation ou de double langage, est utilisée par certains milieux politiques extrémistes (l'auteur cite Riposte laïque) se présentant comme « luttant contre l'islamisation » afin de discréditer les musulmans. Ainsi par exemple D.J. Wertheim note que cette utilisation du mot a été introduite aux Pays-Bas par le député Geert Wilders. F. Müller-Uri et B. Opratko décrivent une utilisation du terme taqîya dans le discours anti-musulman comme relevant d'une obsession conspirationniste.
Pour Shooman, « Les islamophobes ont délibérément mal interprété et déformé le concept de taqiyya afin d'insinuer que les musulmans ont un devoir particulier de tromper les autres ». Cette déformation permet aux islamophobes de défendre qu'il est impossible de faire confiance à un musulman. Cette logique permet de ne pas séparer « bon » et « mauvais » musulmans en fonction de leur pratique. Pour M. Fadel, « Il n'y a tout simplement aucune base pour la croyance, […] que la théologie islamique accorde aux musulmans une licence absolue pour mentir aux non-musulmans simplement pour gagner un avantage ».
Shakira Hussein évoque un « mythe de la tromperie systémique musulmane au nom de la conquête islamique ». Pour S. Bangstad, cette notion récente de taqîya ne sert en fait qu'à délégitimer tout discours tenu par les musulmans, puisque ceux-ci, selon les tenants de cette acception particulière du terme taqîya, pratiqueraient systématiquement le mensonge,. Pour l'auteur,

« dans le discours antimusulman post-11 septembre, la taqiya a été redéfinie comme une obligation religieuse pour les musulmans de mentir aux non-musulmans non seulement pour leur survie, mais pour servir l'agenda expansionniste de leur communauté religieuse,. »